# Pyramiden-Spiralpalme
Die Pyramiden-Spiralpalme (Pandanus pyramidalis) ist eine extrem seltene oder bereits ausgestorbene Pflanzenart aus der Gattung der Schraubenbäume (Pandanus). Sie ist endemisch auf Mauritius.

## Beschreibung
Die baumförmig wachsende Pyramiden-Spiralpalme erreicht Wuchshöhen von bis zu 9 Metern. Der gerade Stamm erreicht Durchmesser von 20,3 bis 25,4 cm. Die Borke ist dunkelbraun. Die waagerechten oder leicht herabgebogenen Äste enden in herabhängenden Blattbüscheln. Die dicken, lederartigen, zugespitzt lanzettlichen, parallelnervigen Laubblätter sind 61 bis 152 cm lang und 2,5 bis 5 cm breit. Beide Blattseiten sind dunkelgrün bis etwas gräulich überzogen. Die Blattränder sind rot. Außer in der Mitte sind die Blätter mit kurzen rotspitzigen Stacheln geschützt. Die Mittelrippe ist hervorstehend. Die obere Hälfte ist stachelig.

## Lebensraum
Der Lebensraum der Pyramiden-Spiralpalme sind Flussauen im zentralen Hochland von Mauritius.

## Status
Das letzte bekannte Exemplar der Art ging 1996 an den Folgen einer Pflanzenkrankheit ein. Insgesamt waren acht Individuen bei der Grotte Bonnefin nahe Curepipe und ein einzelnes Exemplar in einem Flussreservat nahe La Marie bekannt geworden. Gründe für das Verschwinden der Pyramiden-Spiralpalme waren die Umwandlung des Lebensraums in Siedlungen und landwirtschaftliche Flächen. Die Früchte und Fasern der Palme wurden kommerziell genutzt. Keimende Samen oder junge Pflanzen wurden nie gefunden.